# ارنست-گونتر باده
ارنست-گونتر باده (به آلمانی: Ernst-Günther Baade) (زاده ۲۰ اوت ۱۸۹۷ - مرگ ۸ مه ۱۹۴۵) یک ژنرال آلمانی در دوره رایش سوم و از دسامبر ۱۹۴۳ تا دسامبر ۱۹۴۴ فرمانده لشکر ۹۰ پیاده ورماخت بود.

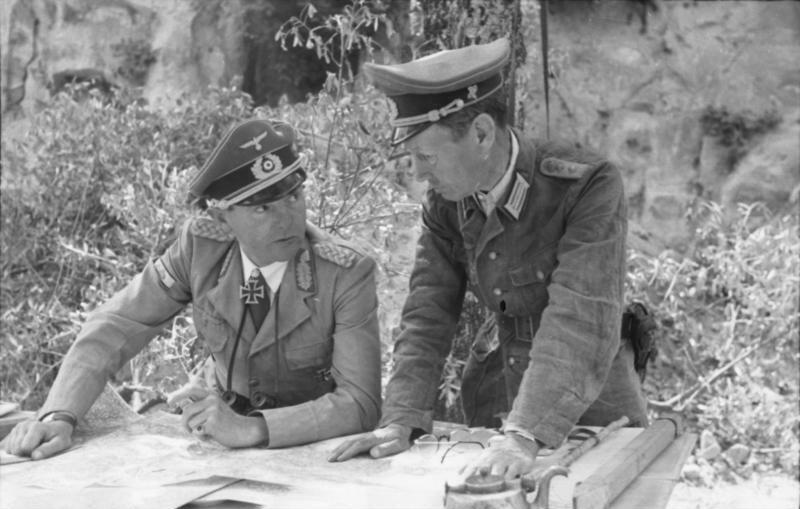
ژنرال باده – نفر نشسته سمت چپ